# Peritonitis infecciosa felina

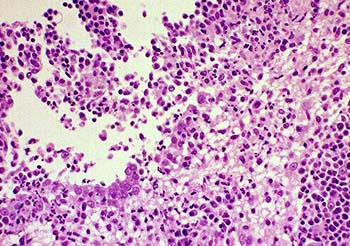
Respuesta inflamatoria del sistema inmunitario ante la PIF.

La peritonitis infecciosa felina (PIF) es una enfermedad fatal que afecta a los gatos. 
Algunos creen que es provocada por el virus de la peritonitis infecciosa felina (VPIF) que es un coronavirus felino. El cual sería una mutación del  coronavirus entérico felino (CVEF). Aunque parece haber una conexión entre la PIF y el coronavirus felino,  esto no se ha probado del todo aún. 
Sin embargo, la teoría más común es que el normalmente benigno CVEF puede mutar hacia el VPIF. La mutación del virus posee la habilidad de invadir y crecer en los glóbulos blancos llamados macrófagos. En respuesta, el sistema inmunitario del animal causa una intensa inflamación en los tejidos. El desenlace es generalmente fatal. Sin embargo la tasa de incidencia es  aproximadamente de 1 entre 5000 para los hogares con uno o dos gatos.

## Transmisión e infección
Hay escasa evidencia de que el PIF (Peritonitis infecciosa felina) sea directamente transmisible de un gato a otro aunque podría explicar pequeños y raros brotes aislados de PIF. Un estudio de 59 gatos infectados por PIF encontró que, a diferencia del Coronavirus felino, las heces de gatos infectados por PIF no transmitieron la enfermedad a gatos de laboratorio por vía oro-nasal. El CVEF es muy común, especialmente en lugares donde grandes grupos de gatos son mantenidos juntos. Los gatos se infectan al inhalar o ingerir el virus. Las heces son la fuente de transmisión más común, aunque superficies contaminadas como platos de comida o vestimentas lo son también.
A pesar de la prevalencia del CVEF, la mayoría de los gatos infectados no desarrollan el VPIF. A menudo la exposición al CVEF no produce signos clínicos, pero puede producir una leve diarrea. Por lo tanto, un gato sin signos clínicos puede seguir siendo un portador del CVEF y es capaz de transmitir el virus a otro gato. En cualquier gato infectado con el CVEF existe la posibilidad de que este mute en la forma causante de la PIF. Esta posibilidad aumenta en gatos con función inmunológica disminuida, como lo son los muy viejos o muy jóvenes.

## Síntomas

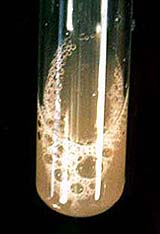
Fluido de la PIF efusiva.

Hay dos formas principales de la PIF: Efusiva (húmeda) y no efusiva (seca). Aunque las dos formas son igualmente fatales, la forma efusiva es más común (se da entre un 60% - 70% de los casos) y progresa más rápidamente que la forma no efusiva.

### Efusiva (húmeda)
El sello clínico característico de la PIF efusiva es la acumulación de fluido en el abdomen o el pecho, lo que puede ocasionar dificultades para respirar. Otros síntomas son: disminución del apetito, fiebre, pérdida de peso, ictericia y diarrea.

### No efusiva (seca)
La PIF seca también se presenta con disminución del apetito, fiebre, ictericia, diarrea y pérdida de peso, pero en este tipo no hay acumulación de fluido. Normalmente, un gato con PIF seca mostrará signos neurológicos característicos. Por ejemplo, podría mostrar dificultades para caminar o ponerse de pie que con el tiempo desencadenarían en parálisis. Puede haber también perdida de conciencia.

## Diagnóstico
Ecografía y serologia